# Cremlino di Aleksandrov
Il Cremlino di Aleksandrov o, in via alternativa, la residenza dello zar nel villaggio Aleksandrovskaja fu un'antica fortezza situata in Russia che operò come capitale effettiva dell'opričnina attiva nei dintorni di Mosca dal 1564 al 1581. La sua posizione è stata individuata sull'attuale territorio della città di Aleksandrov, nell'oblast' di Vladimir.

## Storia
Distante circa 130 km dall'odierna capitale russa, l'insediamento di Aleksandrovskaja risale alla metà del XIV secolo: fu lì che più tardi, nel 1513, il granduca Basilio III vi fece costruire una residenza di campagna, purtroppo non sopravvissuta, dove potesse recarsi assieme alla sua famiglia e a tutta la corte. Sempre nel 1513, la cattedrale Pokrovskij (Intercessione della Vergine) fu santificata e più tardi nuovamente benedetta come cattedrale della Trinità (Troickij). Il suo aspetto ha subito dei mutamenti dal XVI secolo, con alcuni dettagli architettonici come le finestre, ad esempio, che risalgono ad un'epoca successiva. Nel progetto originale, mattoni rossi e pietra bianca avevano avuto una funzione fondamentale nella decorazione esterna della cattedrale, ma le sezioni in mattoni sono state successivamente dipinte. Alcuni degli affreschi interni risalgono al XIV secolo, così come gli intagli in pietra bianca nei portali interni.
Ivan il Terribile si trasferì nella fortezza Aleksandrovskaja nel 1565, ordinando presto di convertire la struttura in una robusta fortificazione dotata di un baluardo, di mura in legno e di un fossato. I lavori dovettero risultare graditi allo zar, in quanto il villaggio divenne la vera e propria capitale del dominio che amministrava tra il 1564 e il 1581. La costituzione dell'opričnina rappresentò la naturale conseguenza della centralità assunta dal sito difensivo e fu proprio dal Cremlino locale che partirono le guarnigioni inviate nel territorio della Repubblica di Novgorod durante il corso della guerra di Livonia.
Mentre Novgorod veniva saccheggiata, Ivan trasferì le artisticamente elaborate porte della sua Cattedrale di Santa Sofia (1336) in loco e le fece installare all'entrata meridionale della cattedrale dell'Assunzione (Trinità). Le porte combinavano soggetti religiosi e mitologici, come ad esempio il ritratto di un centauro, e furono realizzate adottando un'antica tecnica che prevedeva dapprima la realizzazione delle opere da scolpire e poi una miscela di oro liquido e mercurio spalmata sulle figure con un pennello. L'entrata occidentale fu abbellita con le vecchie porte risalenti ad un periodo compreso tra 1344 e 1358 che Ivan fece rimuovere dalla chiesa della Trasfigurazione (Spaso-Preobraženskij) di Tver'.  Un'immagine incisa della Santa Trinità è ancora conservata su uno degli ingressi.

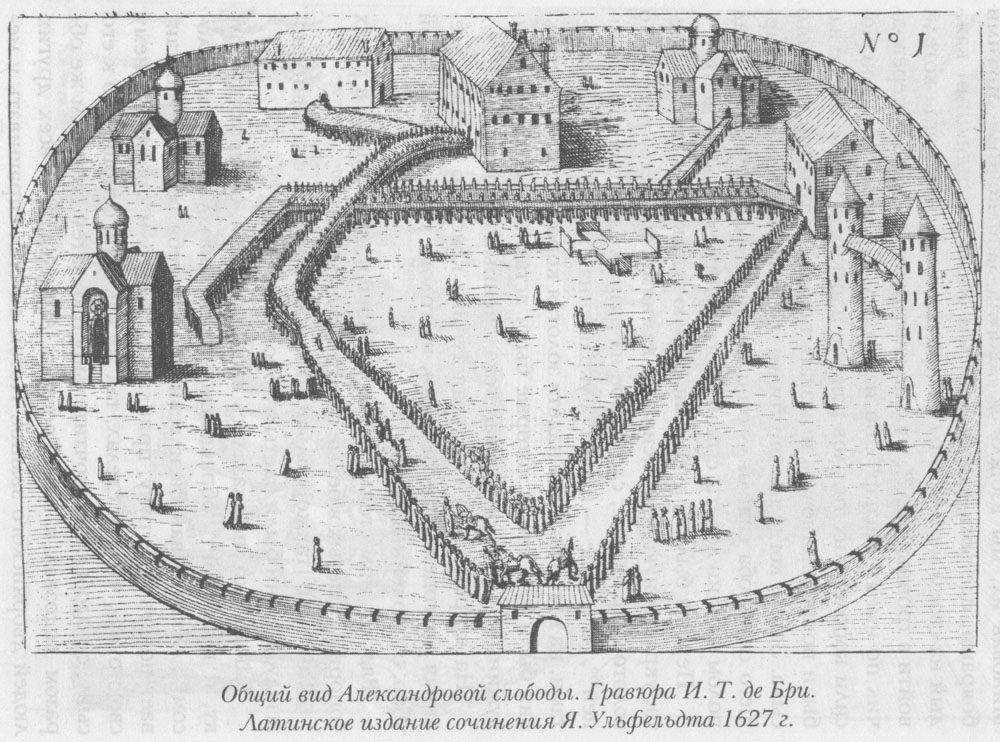
Il Cremlino di Alexandrov in un'illustrazione del XVI secolo

Il Cremlino di Alexandrov fu anche il luogo dove lo zar ricevette gli ambasciatori di molte realtà europee dell'epoca, tra cui la Svezia, la Danimarca, l'Austria, l'Inghilterra e la Confederazione polacco-lituana.
Lo zar lasciò la fortezza nel 1581 e non vi fece più ritorno, con il risultato che il sito finì abbandonato. Il convento di suore dell'Assunzione (Uspenskij) fu aperto in zona nella seconda metà del XVII secolo. Durante il periodo sovietico, la fortezza e l'ex convento vennero convertiti in un museo. Per tutto il 1947, si susseguirono interventi pubblici di restauro e ricerche a scopo scientifico su un monumento in stato di grave fatiscenza. Quattro cupole furono completamente smantellate, mentre si costruì una zona cieca intorno alla cattedrale per il drenaggio dell'acqua, si restaurarono i sotterranei, si installò il riscaldamento dell'acqua e si ovviò alle crepe che tormentavano la cupola centrale. Attualmente, il territorio del Cremlino ospita sia il museo sia il rinnovato convento di suore.